# Phragmipedium longifolium
Phragmipedium longifolium é uma espécie de orquídea terrestre, família Orchidaceae, que habita da Costa Rica ao Equador. Por sua ampla dispersão e variabilidade tem sido descrito com grande quantidade de nomes e diversas formas, a maioria hoje simplesmente considerada apenas como sinônimos pertencentes a este complexo.